# Atletica leggera ai Giochi della XXVII Olimpiade - Eptathlon
L' eptathlon ha fatto parte del programma di atletica leggera femminile ai Giochi della XXVII Olimpiade. La competizione si è svolta nei giorni 23-24 settembre 2000 allo Stadio Olimpico di Sydney.

## Presenze ed assenze delle campionesse in carica
| Competizione         | Atleta              | Prestazione | Sydney 2000 |
| -------------------- | ------------------- | ----------- | ----------- |
| Olimpiadi 1996       | Ghada Shouaa        | 6 780 p.    | Presente    |
| Commonwealth 1998    | Denise Lewis        | 6 513 p.    | Presente    |
| Goodwill Games 1998  | Jackie Joyner       | 6 502 p.    | Rit. 1999   |
| Europei 1998         | Denise Lewis        | 6 559 p.    | Presente    |
| Panamericani 1999    | Magalys García      | 6 290 p.    | Presente    |
| Mondiali 1999        | Eunice Barber       | 6 861 p.    | Presente    |
|                      |                     |             |             |
| Mondiali junior 1996 | Elizaveta Shalygina | 5 711 p.    | Non selez.  |

1. ↑  Sotto la bandiera della Gran Bretagna.

## Risultati
Stadio Olimpico, 23-24 settembre.
La detentrice del titolo olimpico, Ghada Shouaa, si ferma subito dopo i 100 ostacoli. Evidentemente non è in condizione ed ha partecipato per onore di firma.
La campionessa mondiale Eunice Barber è reduce da un infortunio. La sua gara è piena di alti e bassi: dopo un ottimo 12"97 sugli ostacoli, tiene abbastanza bene nel salto in alto (1,84), ma il dolore si riacutizza e cede nel peso e nei 200 metri.
Alla fine della prima giornata è in testa Natallja Sazanovič (3.903) con 30 punti di vantaggio su Natalija Roščupkina (3.872) e 50 sulla britannica Denise Lewis (3.852). Eunice Barber è ottava.
Nella seconda giornata la Barber va male nel salto in lungo e decide di ritirarsi. Nella stessa gara la Roščupkina fa un passo falso e scende in ottava posizione. Vince il lungo Elena Prochorova, che risale molte posizioni. Alla penultima gara, il giavellotto, sale in testa Denise Lewis, che scavalca la Sazanovič di 60 punti; la Prochorova è terza ad un passo.
Nell'ultima prova, gli 800 metri, la Prochorova dà il tutto per tutto: compie il primo giro in 62"38, finisce in 2'10"32; Denise Lewis contiene il distacco in circa 6 secondi e vince di 53 punti.
| Pos | Paese                                          | Atleta                       | Punti                                |
| --- | ---------------------------------------------- | ---------------------------- | ------------------------------------ |
|     | Gran Bretagna                                  | Denise Lewis                 | 6.584                                |
|     | Corse 100 h: 13"23 200 m: 24"34 800 m: 2'16"83 | Salti Alto: 1,75 Lungo: 6,48 | Lanci Peso: 15,55 Giavellotto: 50,19 |
|     | Russia                                         | Elena Prochorova             | 6.531                                |
|     | Bielorussia                                    | Natallja Sazanovič           | 6.527                                |
| 4   | Polonia                                        | Urszula Wlodarczyk           | 6.470                                |
| 5   | Germania                                       | Sabine Braun                 | 6.355                                |
| 6   | Russia                                         | Natalija Roščupkina          | 6.237                                |
| 7   | Germania                                       | Karin Ertl                   | 6.209                                |
| 8   | Finlandia                                      | Tiia Hautala                 | 6.173                                |